# Balaenoptera physalus
El rorcual común (Balaenoptera physalus), también llamado ballena de aleta, es una especie de cetáceo misticeto de la familia Balaenopteridae. Es el segundo animal más grande del planeta, solo superado por la ballena azul. Puede llegar a alcanzar una longitud de 27 metros.
Su cuerpo es largo y estilizado, de un color gris parduzco, menos en su parte inferior, que es blanquecina. Existen dos subespecies diferenciadas: el rorcual del norte, que tiene su hábitat en el Atlántico Norte, y el rorcual antártico, de mayor tamaño, que vive habitualmente en aguas del océano Antártico. Puede verse en los principales océanos del planeta, desde las aguas polares a las tropicales. La especie está ausente solamente de las aguas próximas a los bloques de hielo de ambos polos y de ciertas áreas, relativamente pequeñas, alejadas de mar abierto. Su mayor densidad de población se encuentra en aguas frías y templadas. Se alimenta principalmente de pequeños peces que se agrupan en cardúmenes, de calamares, de crustáceos como los misidáceos y de kril.
Como todos los demás misticetos, el rorcual común sufrió una caza intensiva durante el siglo XX y está catalogado como una especie en peligro de extinción. Casi 750 000 de estos rorcuales fueron cazados en el hemisferio sur solo entre 1904 y 1979, y en la actualidad tan solo quedan menos de 3000 en esa región. La Comisión Ballenera Internacional (CBI) ha establecido una moratoria en la caza comercial de esta ballena, aunque algunos países como Islandia, Noruega y Japón continúan con su caza en determinadas épocas del año. Para la temporada de 2008, Japón manifestó su intención de matar aproximadamente 1000 ballenas (unos 850 rorcuales aliblancos, 50 rorcuales comunes y 50 yubartas); incluso preveían que su objetivo no llegase a alcanzarse si se producían recortes financieros provocados por las protestas medioambientales. La especie también es cazada por aborígenes groenlandeses autorizados por el programa de Caza de Subsistencia Aborigen dirigido por la CBI. Bajo este programa se cazaron 377 ballenas en 2007, de las cuales doce eran rorcuales comunes. Las colisiones con navíos y los ruidos procedentes de la actividad humana en los océanos suponen una importante amenaza para la recuperación de la especie.

## Taxonomía
|  | B. bonaerensis (rorcual austral)      |
|  |                                       |
|  | B. acutorostrata (rorcual albiblanco) |
|  |                                       |

|  | \| \| B. borealis (rorcual sei) \| \| \| \| \| \| B. brydei (rorcual de Bryde) \| \| \| \| |
|  |                                                                                            |
|  | B. borealis (rorcual sei)                                                                  |
|  |                                                                                            |
|  | B. brydei (rorcual de Bryde)                                                               |
|  |                                                                                            |

|  | B. borealis (rorcual sei)    |
|  |                              |
|  | B. brydei (rorcual de Bryde) |
|  |                              |

|  | \| \| B. borealis (rorcual sei) \| \| \| \| \| \| B. brydei (rorcual de Bryde) \| \| \| \| |
|  |                                                                                            |
|  | B. borealis (rorcual sei)                                                                  |
|  |                                                                                            |
|  | B. brydei (rorcual de Bryde)                                                               |
|  |                                                                                            |

|  | B. borealis (rorcual sei)    |
|  |                              |
|  | B. brydei (rorcual de Bryde) |
|  |                              |

|  | \| \| B. borealis (rorcual sei) \| \| \| \| \| \| B. brydei (rorcual de Bryde) \| \| \| \| |
|  |                                                                                            |
|  | B. borealis (rorcual sei)                                                                  |
|  |                                                                                            |
|  | B. brydei (rorcual de Bryde)                                                               |
|  |                                                                                            |

|  | B. borealis (rorcual sei)    |
|  |                              |
|  | B. brydei (rorcual de Bryde) |
|  |                              |

|  | \| \| B. borealis (rorcual sei) \| \| \| \| \| \| B. brydei (rorcual de Bryde) \| \| \| \| |
|  |                                                                                            |
|  | B. borealis (rorcual sei)                                                                  |
|  |                                                                                            |
|  | B. brydei (rorcual de Bryde)                                                               |
|  |                                                                                            |

|  | B. borealis (rorcual sei)    |
|  |                              |
|  | B. brydei (rorcual de Bryde) |
|  |                              |

|  | \| \| B. borealis (rorcual sei) \| \| \| \| \| \| B. brydei (rorcual de Bryde) \| \| \| \| |
|  |                                                                                            |
|  | B. borealis (rorcual sei)                                                                  |
|  |                                                                                            |
|  | B. brydei (rorcual de Bryde)                                                               |
|  |                                                                                            |

|  | B. borealis (rorcual sei)    |
|  |                              |
|  | B. brydei (rorcual de Bryde) |
|  |                              |

|  | \| \| B. borealis (rorcual sei) \| \| \| \| \| \| B. brydei (rorcual de Bryde) \| \| \| \| |
|  |                                                                                            |
|  | B. borealis (rorcual sei)                                                                  |
|  |                                                                                            |
|  | B. brydei (rorcual de Bryde)                                                               |
|  |                                                                                            |

|  | B. borealis (rorcual sei)    |
|  |                              |
|  | B. brydei (rorcual de Bryde) |
|  |                              |

|  | \| \| B. borealis (rorcual sei) \| \| \| \| \| \| B. brydei (rorcual de Bryde) \| \| \| \| |
|  |                                                                                            |
|  | B. borealis (rorcual sei)                                                                  |
|  |                                                                                            |
|  | B. brydei (rorcual de Bryde)                                                               |
|  |                                                                                            |

|  | B. borealis (rorcual sei)    |
|  |                              |
|  | B. brydei (rorcual de Bryde) |
|  |                              |

|  | \| \| B. borealis (rorcual sei) \| \| \| \| \| \| B. brydei (rorcual de Bryde) \| \| \| \| |
|  |                                                                                            |
|  | B. borealis (rorcual sei)                                                                  |
|  |                                                                                            |
|  | B. brydei (rorcual de Bryde)                                                               |
|  |                                                                                            |

|  | B. borealis (rorcual sei)    |
|  |                              |
|  | B. brydei (rorcual de Bryde) |
|  |                              |

|  | \| \| B. borealis (rorcual sei) \| \| \| \| \| \| B. brydei (rorcual de Bryde) \| \| \| \| |
|  |                                                                                            |
|  | B. borealis (rorcual sei)                                                                  |
|  |                                                                                            |
|  | B. brydei (rorcual de Bryde)                                                               |
|  |                                                                                            |

|  | B. borealis (rorcual sei)    |
|  |                              |
|  | B. brydei (rorcual de Bryde) |
|  |                              |

|  | \| \| B. borealis (rorcual sei) \| \| \| \| \| \| B. brydei (rorcual de Bryde) \| \| \| \| |
|  |                                                                                            |
|  | B. borealis (rorcual sei)                                                                  |
|  |                                                                                            |
|  | B. brydei (rorcual de Bryde)                                                               |
|  |                                                                                            |

|  | B. borealis (rorcual sei)    |
|  |                              |
|  | B. brydei (rorcual de Bryde) |
|  |                              |

|  | \| \| B. borealis (rorcual sei) \| \| \| \| \| \| B. brydei (rorcual de Bryde) \| \| \| \| |
|  |                                                                                            |
|  | B. borealis (rorcual sei)                                                                  |
|  |                                                                                            |
|  | B. brydei (rorcual de Bryde)                                                               |
|  |                                                                                            |

|  | B. borealis (rorcual sei)    |
|  |                              |
|  | B. brydei (rorcual de Bryde) |
|  |                              |

|  | \| \| B. borealis (rorcual sei) \| \| \| \| \| \| B. brydei (rorcual de Bryde) \| \| \| \| |
|  |                                                                                            |
|  | B. borealis (rorcual sei)                                                                  |
|  |                                                                                            |
|  | B. brydei (rorcual de Bryde)                                                               |
|  |                                                                                            |

|  | B. borealis (rorcual sei)    |
|  |                              |
|  | B. brydei (rorcual de Bryde) |
|  |                              |

|  | \| \| B. borealis (rorcual sei) \| \| \| \| \| \| B. brydei (rorcual de Bryde) \| \| \| \| |
|  |                                                                                            |
|  | B. borealis (rorcual sei)                                                                  |
|  |                                                                                            |
|  | B. brydei (rorcual de Bryde)                                                               |
|  |                                                                                            |

|  | B. borealis (rorcual sei)    |
|  |                              |
|  | B. brydei (rorcual de Bryde) |
|  |                              |

|  | \| \| B. borealis (rorcual sei) \| \| \| \| \| \| B. brydei (rorcual de Bryde) \| \| \| \| |
|  |                                                                                            |
|  | B. borealis (rorcual sei)                                                                  |
|  |                                                                                            |
|  | B. brydei (rorcual de Bryde)                                                               |
|  |                                                                                            |

|  | B. borealis (rorcual sei)    |
|  |                              |
|  | B. brydei (rorcual de Bryde) |
|  |                              |

|  | \| \| B. borealis (rorcual sei) \| \| \| \| \| \| B. brydei (rorcual de Bryde) \| \| \| \| |
|  |                                                                                            |
|  | B. borealis (rorcual sei)                                                                  |
|  |                                                                                            |
|  | B. brydei (rorcual de Bryde)                                                               |
|  |                                                                                            |

|  | B. borealis (rorcual sei)    |
|  |                              |
|  | B. brydei (rorcual de Bryde) |
|  |                              |

|  | \| \| B. borealis (rorcual sei) \| \| \| \| \| \| B. brydei (rorcual de Bryde) \| \| \| \| |
|  |                                                                                            |
|  | B. borealis (rorcual sei)                                                                  |
|  |                                                                                            |
|  | B. brydei (rorcual de Bryde)                                                               |
|  |                                                                                            |

|  | B. borealis (rorcual sei)    |
|  |                              |
|  | B. brydei (rorcual de Bryde) |
|  |                              |

|  | \| \| B. musculus (rorcual azul) \| \| \| \| \| \| Megaptera novaeangliae (yubarta) \| \| \| \| \| \| Eschrichtius robustus (ballena gris) \| \| \| \| |
|  | |
|  | B. musculus (rorcual azul) |
|  | |
|  | Megaptera novaeangliae (yubarta) |
|  | |
|  | Eschrichtius robustus (ballena gris) |
|  | |

|  | B. musculus (rorcual azul)           |
|  |                                      |
|  | Megaptera novaeangliae (yubarta)     |
|  |                                      |
|  | Eschrichtius robustus (ballena gris) |
|  |                                      |

|  | \| \| B. borealis (rorcual sei) \| \| \| \| \| \| B. brydei (rorcual de Bryde) \| \| \| \| |
|  |                                                                                            |
|  | B. borealis (rorcual sei)                                                                  |
|  |                                                                                            |
|  | B. brydei (rorcual de Bryde)                                                               |
|  |                                                                                            |

|  | B. borealis (rorcual sei)    |
|  |                              |
|  | B. brydei (rorcual de Bryde) |
|  |                              |

|  | \| \| B. borealis (rorcual sei) \| \| \| \| \| \| B. brydei (rorcual de Bryde) \| \| \| \| |
|  |                                                                                            |
|  | B. borealis (rorcual sei)                                                                  |
|  |                                                                                            |
|  | B. brydei (rorcual de Bryde)                                                               |
|  |                                                                                            |

|  | B. borealis (rorcual sei)    |
|  |                              |
|  | B. brydei (rorcual de Bryde) |
|  |                              |

|  | \| \| B. borealis (rorcual sei) \| \| \| \| \| \| B. brydei (rorcual de Bryde) \| \| \| \| |
|  |                                                                                            |
|  | B. borealis (rorcual sei)                                                                  |
|  |                                                                                            |
|  | B. brydei (rorcual de Bryde)                                                               |
|  |                                                                                            |

|  | B. borealis (rorcual sei)    |
|  |                              |
|  | B. brydei (rorcual de Bryde) |
|  |                              |

|  | \| \| B. borealis (rorcual sei) \| \| \| \| \| \| B. brydei (rorcual de Bryde) \| \| \| \| |
|  |                                                                                            |
|  | B. borealis (rorcual sei)                                                                  |
|  |                                                                                            |
|  | B. brydei (rorcual de Bryde)                                                               |
|  |                                                                                            |

|  | B. borealis (rorcual sei)    |
|  |                              |
|  | B. brydei (rorcual de Bryde) |
|  |                              |

|  | \| \| B. borealis (rorcual sei) \| \| \| \| \| \| B. brydei (rorcual de Bryde) \| \| \| \| |
|  |                                                                                            |
|  | B. borealis (rorcual sei)                                                                  |
|  |                                                                                            |
|  | B. brydei (rorcual de Bryde)                                                               |
|  |                                                                                            |

|  | B. borealis (rorcual sei)    |
|  |                              |
|  | B. brydei (rorcual de Bryde) |
|  |                              |

|  | \| \| B. borealis (rorcual sei) \| \| \| \| \| \| B. brydei (rorcual de Bryde) \| \| \| \| |
|  |                                                                                            |
|  | B. borealis (rorcual sei)                                                                  |
|  |                                                                                            |
|  | B. brydei (rorcual de Bryde)                                                               |
|  |                                                                                            |

|  | B. borealis (rorcual sei)    |
|  |                              |
|  | B. brydei (rorcual de Bryde) |
|  |                              |

|  | \| \| B. borealis (rorcual sei) \| \| \| \| \| \| B. brydei (rorcual de Bryde) \| \| \| \| |
|  |                                                                                            |
|  | B. borealis (rorcual sei)                                                                  |
|  |                                                                                            |
|  | B. brydei (rorcual de Bryde)                                                               |
|  |                                                                                            |

|  | B. borealis (rorcual sei)    |
|  |                              |
|  | B. brydei (rorcual de Bryde) |
|  |                              |

|  | \| \| B. borealis (rorcual sei) \| \| \| \| \| \| B. brydei (rorcual de Bryde) \| \| \| \| |
|  |                                                                                            |
|  | B. borealis (rorcual sei)                                                                  |
|  |                                                                                            |
|  | B. brydei (rorcual de Bryde)                                                               |
|  |                                                                                            |

|  | B. borealis (rorcual sei)    |
|  |                              |
|  | B. brydei (rorcual de Bryde) |
|  |                              |

|  | \| \| B. borealis (rorcual sei) \| \| \| \| \| \| B. brydei (rorcual de Bryde) \| \| \| \| |
|  |                                                                                            |
|  | B. borealis (rorcual sei)                                                                  |
|  |                                                                                            |
|  | B. brydei (rorcual de Bryde)                                                               |
|  |                                                                                            |

|  | B. borealis (rorcual sei)    |
|  |                              |
|  | B. brydei (rorcual de Bryde) |
|  |                              |

|  | \| \| B. borealis (rorcual sei) \| \| \| \| \| \| B. brydei (rorcual de Bryde) \| \| \| \| |
|  |                                                                                            |
|  | B. borealis (rorcual sei)                                                                  |
|  |                                                                                            |
|  | B. brydei (rorcual de Bryde)                                                               |
|  |                                                                                            |

|  | B. borealis (rorcual sei)    |
|  |                              |
|  | B. brydei (rorcual de Bryde) |
|  |                              |

|  | \| \| B. borealis (rorcual sei) \| \| \| \| \| \| B. brydei (rorcual de Bryde) \| \| \| \| |
|  |                                                                                            |
|  | B. borealis (rorcual sei)                                                                  |
|  |                                                                                            |
|  | B. brydei (rorcual de Bryde)                                                               |
|  |                                                                                            |

|  | B. borealis (rorcual sei)    |
|  |                              |
|  | B. brydei (rorcual de Bryde) |
|  |                              |

|  | \| \| B. borealis (rorcual sei) \| \| \| \| \| \| B. brydei (rorcual de Bryde) \| \| \| \| |
|  |                                                                                            |
|  | B. borealis (rorcual sei)                                                                  |
|  |                                                                                            |
|  | B. brydei (rorcual de Bryde)                                                               |
|  |                                                                                            |

|  | B. borealis (rorcual sei)    |
|  |                              |
|  | B. brydei (rorcual de Bryde) |
|  |                              |

|  | \| \| B. borealis (rorcual sei) \| \| \| \| \| \| B. brydei (rorcual de Bryde) \| \| \| \| |
|  |                                                                                            |
|  | B. borealis (rorcual sei)                                                                  |
|  |                                                                                            |
|  | B. brydei (rorcual de Bryde)                                                               |
|  |                                                                                            |

|  | B. borealis (rorcual sei)    |
|  |                              |
|  | B. brydei (rorcual de Bryde) |
|  |                              |

|  | \| \| B. borealis (rorcual sei) \| \| \| \| \| \| B. brydei (rorcual de Bryde) \| \| \| \| |
|  |                                                                                            |
|  | B. borealis (rorcual sei)                                                                  |
|  |                                                                                            |
|  | B. brydei (rorcual de Bryde)                                                               |
|  |                                                                                            |

|  | B. borealis (rorcual sei)    |
|  |                              |
|  | B. brydei (rorcual de Bryde) |
|  |                              |

|  | \| \| B. borealis (rorcual sei) \| \| \| \| \| \| B. brydei (rorcual de Bryde) \| \| \| \| |
|  |                                                                                            |
|  | B. borealis (rorcual sei)                                                                  |
|  |                                                                                            |
|  | B. brydei (rorcual de Bryde)                                                               |
|  |                                                                                            |

|  | B. borealis (rorcual sei)    |
|  |                              |
|  | B. brydei (rorcual de Bryde) |
|  |                              |

|  | \| \| B. borealis (rorcual sei) \| \| \| \| \| \| B. brydei (rorcual de Bryde) \| \| \| \| |
|  |                                                                                            |
|  | B. borealis (rorcual sei)                                                                  |
|  |                                                                                            |
|  | B. brydei (rorcual de Bryde)                                                               |
|  |                                                                                            |

|  | B. borealis (rorcual sei)    |
|  |                              |
|  | B. brydei (rorcual de Bryde) |
|  |                              |

|  | \| \| B. musculus (rorcual azul) \| \| \| \| \| \| Megaptera novaeangliae (yubarta) \| \| \| \| \| \| Eschrichtius robustus (ballena gris) \| \| \| \| |
|  | |
|  | B. musculus (rorcual azul) |
|  | |
|  | Megaptera novaeangliae (yubarta) |
|  | |
|  | Eschrichtius robustus (ballena gris) |
|  | |

|  | B. musculus (rorcual azul)           |
|  |                                      |
|  | Megaptera novaeangliae (yubarta)     |
|  |                                      |
|  | Eschrichtius robustus (ballena gris) |
|  |                                      |

|  | \| \| B. borealis (rorcual sei) \| \| \| \| \| \| B. brydei (rorcual de Bryde) \| \| \| \| |
|  |                                                                                            |
|  | B. borealis (rorcual sei)                                                                  |
|  |                                                                                            |
|  | B. brydei (rorcual de Bryde)                                                               |
|  |                                                                                            |

|  | B. borealis (rorcual sei)    |
|  |                              |
|  | B. brydei (rorcual de Bryde) |
|  |                              |

|  | \| \| B. borealis (rorcual sei) \| \| \| \| \| \| B. brydei (rorcual de Bryde) \| \| \| \| |
|  |                                                                                            |
|  | B. borealis (rorcual sei)                                                                  |
|  |                                                                                            |
|  | B. brydei (rorcual de Bryde)                                                               |
|  |                                                                                            |

|  | B. borealis (rorcual sei)    |
|  |                              |
|  | B. brydei (rorcual de Bryde) |
|  |                              |

|  | \| \| B. borealis (rorcual sei) \| \| \| \| \| \| B. brydei (rorcual de Bryde) \| \| \| \| |
|  |                                                                                            |
|  | B. borealis (rorcual sei)                                                                  |
|  |                                                                                            |
|  | B. brydei (rorcual de Bryde)                                                               |
|  |                                                                                            |

|  | B. borealis (rorcual sei)    |
|  |                              |
|  | B. brydei (rorcual de Bryde) |
|  |                              |

|  | \| \| B. borealis (rorcual sei) \| \| \| \| \| \| B. brydei (rorcual de Bryde) \| \| \| \| |
|  |                                                                                            |
|  | B. borealis (rorcual sei)                                                                  |
|  |                                                                                            |
|  | B. brydei (rorcual de Bryde)                                                               |
|  |                                                                                            |

|  | B. borealis (rorcual sei)    |
|  |                              |
|  | B. brydei (rorcual de Bryde) |
|  |                              |

|  | \| \| B. borealis (rorcual sei) \| \| \| \| \| \| B. brydei (rorcual de Bryde) \| \| \| \| |
|  |                                                                                            |
|  | B. borealis (rorcual sei)                                                                  |
|  |                                                                                            |
|  | B. brydei (rorcual de Bryde)                                                               |
|  |                                                                                            |

|  | B. borealis (rorcual sei)    |
|  |                              |
|  | B. brydei (rorcual de Bryde) |
|  |                              |

|  | \| \| B. borealis (rorcual sei) \| \| \| \| \| \| B. brydei (rorcual de Bryde) \| \| \| \| |
|  |                                                                                            |
|  | B. borealis (rorcual sei)                                                                  |
|  |                                                                                            |
|  | B. brydei (rorcual de Bryde)                                                               |
|  |                                                                                            |

|  | B. borealis (rorcual sei)    |
|  |                              |
|  | B. brydei (rorcual de Bryde) |
|  |                              |

|  | \| \| B. borealis (rorcual sei) \| \| \| \| \| \| B. brydei (rorcual de Bryde) \| \| \| \| |
|  |                                                                                            |
|  | B. borealis (rorcual sei)                                                                  |
|  |                                                                                            |
|  | B. brydei (rorcual de Bryde)                                                               |
|  |                                                                                            |

|  | B. borealis (rorcual sei)    |
|  |                              |
|  | B. brydei (rorcual de Bryde) |
|  |                              |

|  | \| \| B. borealis (rorcual sei) \| \| \| \| \| \| B. brydei (rorcual de Bryde) \| \| \| \| |
|  |                                                                                            |
|  | B. borealis (rorcual sei)                                                                  |
|  |                                                                                            |
|  | B. brydei (rorcual de Bryde)                                                               |
|  |                                                                                            |

|  | B. borealis (rorcual sei)    |
|  |                              |
|  | B. brydei (rorcual de Bryde) |
|  |                              |

|  | \| \| B. borealis (rorcual sei) \| \| \| \| \| \| B. brydei (rorcual de Bryde) \| \| \| \| |
|  |                                                                                            |
|  | B. borealis (rorcual sei)                                                                  |
|  |                                                                                            |
|  | B. brydei (rorcual de Bryde)                                                               |
|  |                                                                                            |

|  | B. borealis (rorcual sei)    |
|  |                              |
|  | B. brydei (rorcual de Bryde) |
|  |                              |

|  | \| \| B. borealis (rorcual sei) \| \| \| \| \| \| B. brydei (rorcual de Bryde) \| \| \| \| |
|  |                                                                                            |
|  | B. borealis (rorcual sei)                                                                  |
|  |                                                                                            |
|  | B. brydei (rorcual de Bryde)                                                               |
|  |                                                                                            |

|  | B. borealis (rorcual sei)    |
|  |                              |
|  | B. brydei (rorcual de Bryde) |
|  |                              |

|  | \| \| B. borealis (rorcual sei) \| \| \| \| \| \| B. brydei (rorcual de Bryde) \| \| \| \| |
|  |                                                                                            |
|  | B. borealis (rorcual sei)                                                                  |
|  |                                                                                            |
|  | B. brydei (rorcual de Bryde)                                                               |
|  |                                                                                            |

|  | B. borealis (rorcual sei)    |
|  |                              |
|  | B. brydei (rorcual de Bryde) |
|  |                              |

|  | \| \| B. borealis (rorcual sei) \| \| \| \| \| \| B. brydei (rorcual de Bryde) \| \| \| \| |
|  |                                                                                            |
|  | B. borealis (rorcual sei)                                                                  |
|  |                                                                                            |
|  | B. brydei (rorcual de Bryde)                                                               |
|  |                                                                                            |

|  | B. borealis (rorcual sei)    |
|  |                              |
|  | B. brydei (rorcual de Bryde) |
|  |                              |

|  | \| \| B. borealis (rorcual sei) \| \| \| \| \| \| B. brydei (rorcual de Bryde) \| \| \| \| |
|  |                                                                                            |
|  | B. borealis (rorcual sei)                                                                  |
|  |                                                                                            |
|  | B. brydei (rorcual de Bryde)                                                               |
|  |                                                                                            |

|  | B. borealis (rorcual sei)    |
|  |                              |
|  | B. brydei (rorcual de Bryde) |
|  |                              |

|  | \| \| B. borealis (rorcual sei) \| \| \| \| \| \| B. brydei (rorcual de Bryde) \| \| \| \| |
|  |                                                                                            |
|  | B. borealis (rorcual sei)                                                                  |
|  |                                                                                            |
|  | B. brydei (rorcual de Bryde)                                                               |
|  |                                                                                            |

|  | B. borealis (rorcual sei)    |
|  |                              |
|  | B. brydei (rorcual de Bryde) |
|  |                              |

|  | \| \| B. borealis (rorcual sei) \| \| \| \| \| \| B. brydei (rorcual de Bryde) \| \| \| \| |
|  |                                                                                            |
|  | B. borealis (rorcual sei)                                                                  |
|  |                                                                                            |
|  | B. brydei (rorcual de Bryde)                                                               |
|  |                                                                                            |

|  | B. borealis (rorcual sei)    |
|  |                              |
|  | B. brydei (rorcual de Bryde) |
|  |                              |

|  | \| \| B. borealis (rorcual sei) \| \| \| \| \| \| B. brydei (rorcual de Bryde) \| \| \| \| |
|  |                                                                                            |
|  | B. borealis (rorcual sei)                                                                  |
|  |                                                                                            |
|  | B. brydei (rorcual de Bryde)                                                               |
|  |                                                                                            |

|  | B. borealis (rorcual sei)    |
|  |                              |
|  | B. brydei (rorcual de Bryde) |
|  |                              |

|  | \| \| B. musculus (rorcual azul) \| \| \| \| \| \| Megaptera novaeangliae (yubarta) \| \| \| \| \| \| Eschrichtius robustus (ballena gris) \| \| \| \| |
|  | |
|  | B. musculus (rorcual azul) |
|  | |
|  | Megaptera novaeangliae (yubarta) |
|  | |
|  | Eschrichtius robustus (ballena gris) |
|  | |

|  | B. musculus (rorcual azul)           |
|  |                                      |
|  | Megaptera novaeangliae (yubarta)     |
|  |                                      |
|  | Eschrichtius robustus (ballena gris) |
|  |                                      |

|  | \| \| B. borealis (rorcual sei) \| \| \| \| \| \| B. brydei (rorcual de Bryde) \| \| \| \| |
|  |                                                                                            |
|  | B. borealis (rorcual sei)                                                                  |
|  |                                                                                            |
|  | B. brydei (rorcual de Bryde)                                                               |
|  |                                                                                            |

|  | B. borealis (rorcual sei)    |
|  |                              |
|  | B. brydei (rorcual de Bryde) |
|  |                              |

|  | \| \| B. borealis (rorcual sei) \| \| \| \| \| \| B. brydei (rorcual de Bryde) \| \| \| \| |
|  |                                                                                            |
|  | B. borealis (rorcual sei)                                                                  |
|  |                                                                                            |
|  | B. brydei (rorcual de Bryde)                                                               |
|  |                                                                                            |

|  | B. borealis (rorcual sei)    |
|  |                              |
|  | B. brydei (rorcual de Bryde) |
|  |                              |

|  | \| \| B. borealis (rorcual sei) \| \| \| \| \| \| B. brydei (rorcual de Bryde) \| \| \| \| |
|  |                                                                                            |
|  | B. borealis (rorcual sei)                                                                  |
|  |                                                                                            |
|  | B. brydei (rorcual de Bryde)                                                               |
|  |                                                                                            |

|  | B. borealis (rorcual sei)    |
|  |                              |
|  | B. brydei (rorcual de Bryde) |
|  |                              |

|  | \| \| B. borealis (rorcual sei) \| \| \| \| \| \| B. brydei (rorcual de Bryde) \| \| \| \| |
|  |                                                                                            |
|  | B. borealis (rorcual sei)                                                                  |
|  |                                                                                            |
|  | B. brydei (rorcual de Bryde)                                                               |
|  |                                                                                            |

|  | B. borealis (rorcual sei)    |
|  |                              |
|  | B. brydei (rorcual de Bryde) |
|  |                              |

|  | \| \| B. borealis (rorcual sei) \| \| \| \| \| \| B. brydei (rorcual de Bryde) \| \| \| \| |
|  |                                                                                            |
|  | B. borealis (rorcual sei)                                                                  |
|  |                                                                                            |
|  | B. brydei (rorcual de Bryde)                                                               |
|  |                                                                                            |

|  | B. borealis (rorcual sei)    |
|  |                              |
|  | B. brydei (rorcual de Bryde) |
|  |                              |

|  | \| \| B. borealis (rorcual sei) \| \| \| \| \| \| B. brydei (rorcual de Bryde) \| \| \| \| |
|  |                                                                                            |
|  | B. borealis (rorcual sei)                                                                  |
|  |                                                                                            |
|  | B. brydei (rorcual de Bryde)                                                               |
|  |                                                                                            |

|  | B. borealis (rorcual sei)    |
|  |                              |
|  | B. brydei (rorcual de Bryde) |
|  |                              |

|  | \| \| B. borealis (rorcual sei) \| \| \| \| \| \| B. brydei (rorcual de Bryde) \| \| \| \| |
|  |                                                                                            |
|  | B. borealis (rorcual sei)                                                                  |
|  |                                                                                            |
|  | B. brydei (rorcual de Bryde)                                                               |
|  |                                                                                            |

|  | B. borealis (rorcual sei)    |
|  |                              |
|  | B. brydei (rorcual de Bryde) |
|  |                              |

|  | \| \| B. borealis (rorcual sei) \| \| \| \| \| \| B. brydei (rorcual de Bryde) \| \| \| \| |
|  |                                                                                            |
|  | B. borealis (rorcual sei)                                                                  |
|  |                                                                                            |
|  | B. brydei (rorcual de Bryde)                                                               |
|  |                                                                                            |

|  | B. borealis (rorcual sei)    |
|  |                              |
|  | B. brydei (rorcual de Bryde) |
|  |                              |

|  | \| \| B. borealis (rorcual sei) \| \| \| \| \| \| B. brydei (rorcual de Bryde) \| \| \| \| |
|  |                                                                                            |
|  | B. borealis (rorcual sei)                                                                  |
|  |                                                                                            |
|  | B. brydei (rorcual de Bryde)                                                               |
|  |                                                                                            |

|  | B. borealis (rorcual sei)    |
|  |                              |
|  | B. brydei (rorcual de Bryde) |
|  |                              |

|  | \| \| B. borealis (rorcual sei) \| \| \| \| \| \| B. brydei (rorcual de Bryde) \| \| \| \| |
|  |                                                                                            |
|  | B. borealis (rorcual sei)                                                                  |
|  |                                                                                            |
|  | B. brydei (rorcual de Bryde)                                                               |
|  |                                                                                            |

|  | B. borealis (rorcual sei)    |
|  |                              |
|  | B. brydei (rorcual de Bryde) |
|  |                              |

|  | \| \| B. borealis (rorcual sei) \| \| \| \| \| \| B. brydei (rorcual de Bryde) \| \| \| \| |
|  |                                                                                            |
|  | B. borealis (rorcual sei)                                                                  |
|  |                                                                                            |
|  | B. brydei (rorcual de Bryde)                                                               |
|  |                                                                                            |

|  | B. borealis (rorcual sei)    |
|  |                              |
|  | B. brydei (rorcual de Bryde) |
|  |                              |

|  | \| \| B. borealis (rorcual sei) \| \| \| \| \| \| B. brydei (rorcual de Bryde) \| \| \| \| |
|  |                                                                                            |
|  | B. borealis (rorcual sei)                                                                  |
|  |                                                                                            |
|  | B. brydei (rorcual de Bryde)                                                               |
|  |                                                                                            |

|  | B. borealis (rorcual sei)    |
|  |                              |
|  | B. brydei (rorcual de Bryde) |
|  |                              |

|  | \| \| B. borealis (rorcual sei) \| \| \| \| \| \| B. brydei (rorcual de Bryde) \| \| \| \| |
|  |                                                                                            |
|  | B. borealis (rorcual sei)                                                                  |
|  |                                                                                            |
|  | B. brydei (rorcual de Bryde)                                                               |
|  |                                                                                            |

|  | B. borealis (rorcual sei)    |
|  |                              |
|  | B. brydei (rorcual de Bryde) |
|  |                              |

|  | \| \| B. borealis (rorcual sei) \| \| \| \| \| \| B. brydei (rorcual de Bryde) \| \| \| \| |
|  |                                                                                            |
|  | B. borealis (rorcual sei)                                                                  |
|  |                                                                                            |
|  | B. brydei (rorcual de Bryde)                                                               |
|  |                                                                                            |

|  | B. borealis (rorcual sei)    |
|  |                              |
|  | B. brydei (rorcual de Bryde) |
|  |                              |

|  | \| \| B. borealis (rorcual sei) \| \| \| \| \| \| B. brydei (rorcual de Bryde) \| \| \| \| |
|  |                                                                                            |
|  | B. borealis (rorcual sei)                                                                  |
|  |                                                                                            |
|  | B. brydei (rorcual de Bryde)                                                               |
|  |                                                                                            |

|  | B. borealis (rorcual sei)    |
|  |                              |
|  | B. brydei (rorcual de Bryde) |
|  |                              |

|  | \| \| B. borealis (rorcual sei) \| \| \| \| \| \| B. brydei (rorcual de Bryde) \| \| \| \| |
|  |                                                                                            |
|  | B. borealis (rorcual sei)                                                                  |
|  |                                                                                            |
|  | B. brydei (rorcual de Bryde)                                                               |
|  |                                                                                            |

|  | B. borealis (rorcual sei)    |
|  |                              |
|  | B. brydei (rorcual de Bryde) |
|  |                              |

|  | \| \| B. musculus (rorcual azul) \| \| \| \| \| \| Megaptera novaeangliae (yubarta) \| \| \| \| \| \| Eschrichtius robustus (ballena gris) \| \| \| \| |
|  | |
|  | B. musculus (rorcual azul) |
|  | |
|  | Megaptera novaeangliae (yubarta) |
|  | |
|  | Eschrichtius robustus (ballena gris) |
|  | |

|  | B. musculus (rorcual azul)           |
|  |                                      |
|  | Megaptera novaeangliae (yubarta)     |
|  |                                      |
|  | Eschrichtius robustus (ballena gris) |
|  |                                      |

Los taxonomistas conocen al rorcual común desde el siglo XVII. Fue descrito por primera vez por Frederik Martens en 1675 y posteriormente por Paul Dudley en 1725. Esas descripciones fueron utilizadas como base para la descripción de la Balaena physalus de Carlos Linneo (1758). El conde de Lacépède lo reclasificó como Balaenoptera physalus a comienzos del siglo XIX. El nombre científico proviene del término griego physa, que significa soplar.
Los rorcuales comunes pertenecen a la familia Balaenopteridae, en la que se incluyen la yubarta, el rorcual azul, el rorcual de Bryde, el rorcual boreal y el rorcual austral. La familia Balenopteridae divergió de las otras familias del suborden de los Mysticeti durante el Mioceno medio. Sin embargo, se desconoce cuándo se separaron entre sí los miembros de esa familia. Se ha comprobado que ocasionalmente se producen cruces entre el rorcual azul y el común en el Atlántico Norte y en el Pacífico Norte. Recientes análisis de secuenciación de ADN indican que el rorcual común está filogenéticamente más cerca de la ballena gris (Eschrichtius robustus) y la yubarta (Megaptera novaeangliae) que de ciertos rorcuales del género Balaenoptera, como los rorcuales albiblancos.
Hay catalogadas dos subespecies, cada una de ellas con diferentes características físicas y vocales: B. p. physalus (Linneo, 1758), o rorcual del norte, que se encuentra en el Atlántico Norte, y B. p. quoyi (Fischer, 1829), o rorcual antártico, que se encuentra en el hemisferio sur. La mayoría de los cetólogos considera a los rorcuales del Pacífico Norte como una tercera subespecie aún no catalogada como tal. A escala global estas tres subespecies raramente se mezclan entre sí.

## Descripción y comportamiento

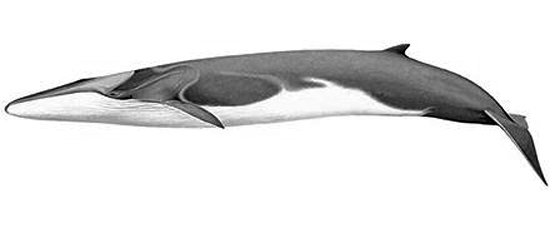
Patrones de coloración en el rorcual común

El rorcual común se caracteriza por su gran tamaño y por su esbelto cuerpo. El tamaño medio de machos y hembras de la especie es de 19 y 20 metros, respectivamente. Los rorcuales de la subespecie del hemisferio norte alcanzan un menor tamaño que la subespecie antártica y las hembras son de mayor tamaño que los machos: la hembra de mayor tamaño capturada en la Antártida medía 27,3 m frente a los 24,4 m del Ártico, y el macho antártico de mayor tamaño alcanzó los 24,4 m y en el Ártico 23,8 m. Aún no hay registros del pesaje de un espécimen adulto, pero se calcula que un adulto de 25 metros pesa en torno a las 70 toneladas. Alcanzan la madurez física completa entre los 25 y los 30 años, y viven una media de 75 años, aunque hay registros que indican que estas ballenas pueden llegar a vivir en torno a los 100 años. Un recién nacido mide aproximadamente 6,5 m de largo y pesa aproximadamente 1800 kg. Su gran tamaño ayuda a la identificación del animal, aunque a veces es confundido con el rorcual azul, con el rorcual boreal y, en aguas calientes, con el rorcual de Bryde.
La parte superior y los lados son de color gris parduzco y la parte inferior es blanquecina. Tiene un hocico puntiagudo, espiráculos dobles y un amplio y achatado morro. Dos marcas en forma de V invertida de color claro comienzan tras los espiráculos y siguen por los lados en dirección a la cola en una diagonal que se inclina hacia la parte superior hasta alcanzar la aleta dorsal; a veces se curva hacia adelante en la espalda. Tiene una marca blanca a la derecha de la mandíbula inferior y en las barbas del mismo lado, mientras que el lado izquierdo es ceniciento o negro. A pesar de poder verse ocasionalmente en el rorcual aliblanco, esa asimetría es universal en el rorcual común y única entre los cetáceos, siendo una de las características clave para identificar esta especie. Una hipótesis para explicar el desarrollo de esta asimetría considera que viene inducida por la preferencia de la ballena por nadar sobre su lado derecho cuando sube a la superficie para lanzarse nuevamente al agua y por circular hacia la derecha cuando se encuentra en la superficie por encima de una presa. Otras ballenas, en iguales circunstancias, se mueven habitualmente hacia la izquierda. A pesar de la existencia de varias hipótesis que intentan explicar esta asimetría, ninguna ha sido aceptada en círculos científicos.
El rorcual tiene una serie de 50 a 60 y hasta 86 (con una media de 64) pliegues gulares a lo largo de la parte inferior del cuerpo, que discurren desde la punta de la barbilla al ombligo, lo que permite que el área de la garganta se expanda enormemente durante la alimentación. Tiene una aleta dorsal curva y prominente (60-70 cm) que se encuentra aproximadamente en el último tercio del cuerpo. Las aletas son pequeñas y afiladas, y la cola es amplia, puntiaguda y con una muesca en el centro.
Cuando alcanza la superficie, la aleta dorsal se hace visible inmediatamente después de expulsar por sus espiráculos un chorro de agua vertical y estrecho que puede alcanzar seis metros de altura o incluso más. Mientras se alimentan, resoplan en sucesión rápida 5-7 veces, pero cuando viajan o descansan solo lo hacen una vez cada minuto o dos. Al efectuar la última zambullida, elevan y arquean la espalda mostrando su característica aleta dorsal, pero generalmente no sacan la cola fuera del agua. Después se sumergen a profundidades de 250 metros o más para alimentarse, o solo unos metros mientras viajan o descansan. Las inmersiones en la zona de California y Baja California duran unos seis minutos, con un máximo de 17 minutos; viajando o descansando solo se sumergen durante unos minutos cada vez. Aunque pueden llegar a hacerlo, raramente saltan sacando completamente el cuerpo fuera del agua.

### Reproducción
El encuentro entre machos y hembras ocurre durante el invierno en mares templados de latitudes bajas. El periodo de gestación dura de once meses a un año. Una cría se desteta de su madre seis o siete meses después del nacimiento, cuando alcanza once o doce metros de longitud, y la cría siempre acompaña a la madre hasta las áreas de alimentación de primavera y principios de verano. Las hembras paren cada dos o tres años, siendo lo habitual el nacimiento de un único ballenato, aunque al inicio de la gestación puede mantener hasta seis fetos, de los que solo uno llega a término. Las hembras alcanzan la madurez sexual entre los tres y los doce años de edad.

### Alimentación

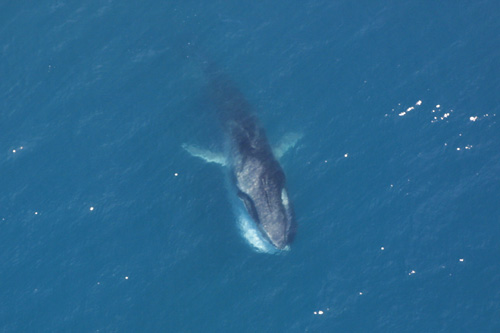
Vista aérea del rorcual común alimentándose

El rorcual común es un animal filtrador que se alimenta de pequeños cardúmenes de peces, de calamares, de crustáceos como los misidáceos y de kril. Se alimenta abriendo las mandíbulas mientras nada a una velocidad relativamente alta, pues según recientes estudios alcanza los 11 kilómetros por hora, lo que hace que engulla más de 70 metros cúbicos de agua en cada ingestión. Entonces cierra las mandíbulas y empuja el agua de vuelta hacia fuera a través de las barbas, lo que permite que el agua salga mientras captura las presas. Un adulto tiene entre 262 y 390 (aunque puede llegar a tener más de 400) barbas de ballena en cada lado de la boca. Estas barbas están compuestas de queratina, que se deshilacha en pequeños pelos en la punta, cerca de la lengua. Cada placa puede llegar a medir 76 cm de longitud y 30 cm de anchura.
 

Se sumerge de forma rutinaria a profundidades de más de 200 metros, donde ejecuta un promedio de cuatro «embestidas», alimentándose de agregaciones de kril. Cada trago provee a la ballena de aproximadamente 10 kg de kril. Un rorcual puede consumir hasta 1800 kg de comida al día, lo que llevó a los principales científicos a la conclusión de que dedica aproximadamente tres horas cada día a alimentarse para satisfacer sus necesidades energéticas. Si las aglomeraciones de presas no son suficientemente densas, o están localizadas en aguas demasiado profundas, la ballena tiene que dedicar más tiempo a lo largo del día a la búsqueda de alimento. También han sido observados rodeando cardúmenes de peces a gran velocidad, comprimiendo el cardumen en una bola y después girando de lado antes de engullir los peces.

### Comportamiento
El rorcual común es uno de los cetáceos más rápidos y puede mantener velocidades de hasta 37 km/h, habiéndose registrado velocidades superiores a 40 km/h, razón por la cual recibe el apelativo de «galgo de los mares». Son más gregarios que otros rorcuales y por lo general viven en grupos de seis a diez individuos, aunque en las zonas de alimentación sea posible observar hasta 100 ejemplares juntos.

### Vocalización
Al igual que otras ballenas, los machos de la especie emiten sonidos largos, altos y de baja frecuencia. Las vocalizaciones de la ballena azul y del rorcual común producen las frecuencias más bajas conocidas entre los animales. La mayoría de los sonidos son de frecuencia modulada (FM) de pulsos infrasónicos de 16 a 40 hercios (el oído humano capta sonidos entre los 20 y 20 000 Hz). Cada sonido dura entre uno y dos segundos y varias combinaciones de sonidos se producen en secuencias de 7 a 15 minutos de duración. Esas secuencias se repiten durante varios días. El nivel de las secuencias vocales está por encima de 184 a 186 decibelios relativos a 1 micropascal (µPa) a una distancia de referencia de un metro y pueden detectarse a centenares de kilómetros de distancia.
Cuando los sonidos del rorcual común fueron registrados por primera vez por biólogos estadounidenses, los investigadores no se dieron cuenta de que estos sonidos excepcionalmente altos, largos, puros y regulares eran producidos por ballenas. Inicialmente investigaron la posibilidad de que los sonidos fueran debidos a un funcionamiento defectuoso del equipo, fenómenos geofísicos, o incluso parte de un plan de la Unión Soviética para descubrir submarinos enemigos. Finalmente, los biólogos demostraron que los sonidos eran las vocalizaciones de los rorcuales comunes.
La asociación directa de estas vocalizaciones con la temporada reproductiva de la especie, sumado al hecho de que solo los machos emiten los sonidos, sugiere que dichas vocalizaciones son demostraciones sonoras efectuadas con fines reproductivos. Durante los últimos 100 años, el drástico aumento del ruido en los océanos causado por el tráfico marítimo puede haber frenado la recuperación de su población, impidiendo la comunicación entre machos y hembras sexualmente receptivas.

## Distribución y migración

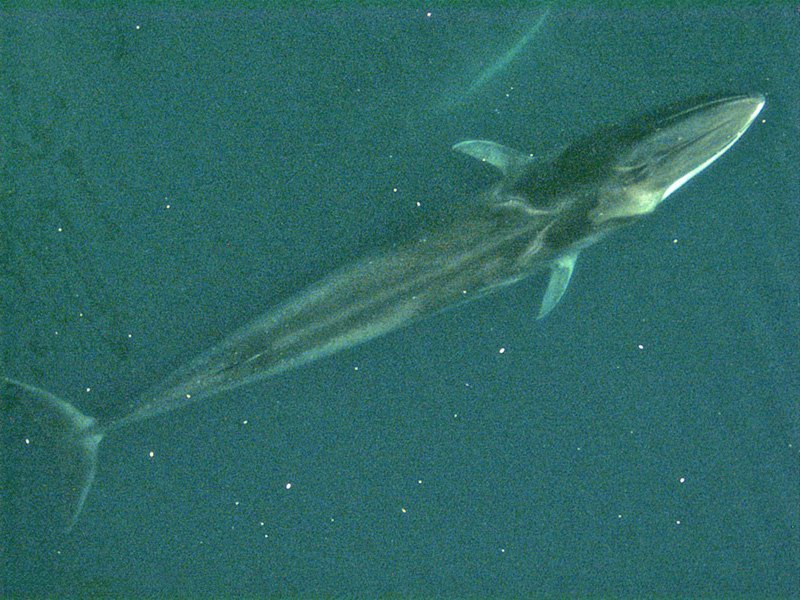
Los rorcuales comunes pueden alcanzar una longitud de 27 metros

Como muchas de las grandes ballenas, el rorcual común es una especie con una distribución cosmopolita. Puede verse en los principales océanos, desde las aguas polares a las tropicales y en aguas litorales y oceánicas. La especie está ausente solamente de las aguas próximas a los bloques de hielo de ambos polos y de áreas relativamente pequeñas y alejadas de los grandes océanos, como el mar Rojo, el golfo Pérsico, el este del mar Mediterráneo y el mar Báltico. La mayor densidad de población se encuentra en aguas templadas y frías. En aguas más cálidas y en las regiones ecuatoriales su población disminuye considerablemente. Prefiere las aguas profundas, de gran productividad biológica, más allá de las plataformas continentales o zonas donde la caída de la plataforma continental tiene una pendiente muy pronunciada, y evita las aguas poco profundas.
El rorcual común del Atlántico Norte está ampliamente distribuido, desde el golfo de México al mar Mediterráneo; en dirección norte llega hasta los límites de los bloques de hielo árticos. Por lo general son más abundantes hacia los 30° de latitud norte, aunque hay serias dudas sobre su distribución al sur de esa latitud por la dificultad que supone distinguir entre el rorcual común y el rorcual de Bryde. Numerosos avistamientos hechos desde barcos han llevado a los investigadores a la conclusión de que la zona de alimentación veraniega del rorcual común en el Atlántico Norte se encuentra principalmente entre las latitudes 41°20'N y 51°00'N, bordeando la costa a 1800 m de distancia de esta.
Su distribución en el Pacífico Norte durante el verano abarca desde las proximidades de las aguas costeras de la zona central de la Baja California hasta Japón y llegando tan al norte como el mar de Chukchi, bordeando el océano Ártico. Se encuentran en mayor número al norte del golfo de Alaska y al sur del mar de Bering entre mayo y octubre, con algún movimiento a través de las islas Aleutianas de entrada y salida del mar de Bering. Muchas ballenas identificadas entre noviembre y enero en el sur de California fueron cazadas después en un área que va desde la parte central de California hasta Oregón, Columbia Británica y el golfo de Alaska. Rorcuales comunes fueron observados alimentándose en las aguas de Hawái a mediados de mayo y varios avistamientos de la especie se produjeron en la misma zona durante el invierno. Algunos investigadores han sugerido que las ballenas emigran a aguas hawaianas principalmente en otoño e invierno.
Aunque sean con certeza migratorios, moviéndose estacionalmente desde áreas de alimentación en latitudes altas, donde se destribuyen en verano y las bajas latitudes donde pasan el invierno y se reproducen, el patrón general de migración de estas ballenas es difícil de determinar a causa de su amplia distribución. Lecturas acústicas con hidrófonos de escucha pasiva indican una migración de los rorcuales comunes del Atlántico Norte en dirección al sur que se produce en otoño desde la región de Terranova y Labrador, pasando por las Bermudas y llegando hasta las Antillas. Una o varias poblaciones de rorcuales se cree que permanecen todo el año en latitudes altas moviéndose por zonas costeras, pero no dirigiéndose hacia el sur a finales de otoño. En el océano Pacífico, los modelos de migración son difíciles de entender. Aunque algunos rorcuales estén aparentemente presentes en el golfo de California todo el año, hay un aumento significativo en su número en invierno y primavera. Los rorcuales antárticos migran estacionalmente de zonas alimenticias en latitudes antárticas relativamente altas en verano, a áreas de latitudes bajas de parto y cría en invierno. La situación de las áreas de cría de invierno es todavía desconocida, ya que estas ballenas tienden a migrar al océano abierto, por lo que las posiciones exactas son difíciles de determinar.

## Población y tendencias

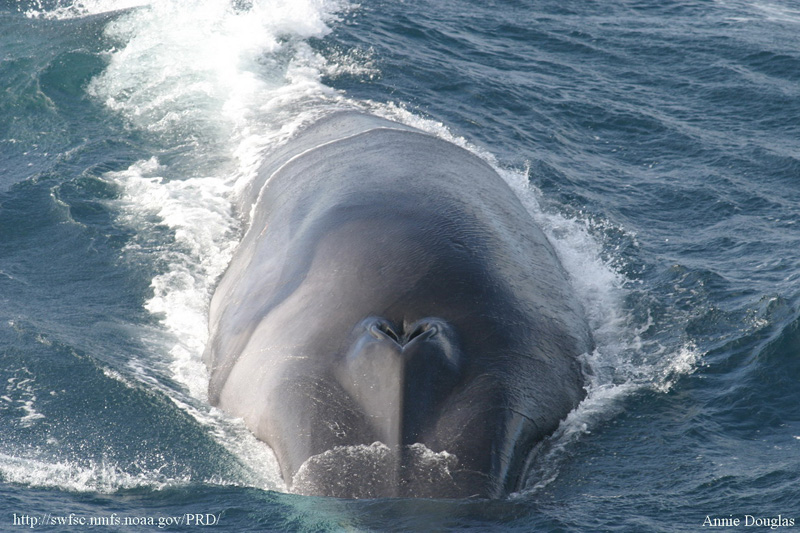
Rorcual común aproximándose

La falta de comprensión de su modelo migratorio, unido a las investigaciones de población que a menudo son contradictorias, tienen como consecuencia que la estimación de los niveles demográficos históricos y actuales de la especie sea difícil de realizar y controvertida. Debido a una larga historia de caza de esta ballena, los niveles de población preexplotación son difíciles de determinar con exactitud, aunque las estimaciones son importantes para medir el índice de recuperación de la especie.

### Atlántico Norte

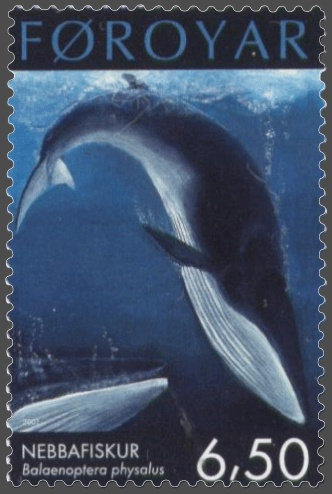
Imagen de un rorcual común en un sello de las Islas Feroe, emitido el 17 de septiembre de 2001.

En el Atlántico Norte, la Comisión Ballenera Internacional (CBI) los distribuye en siete zonas demográficas distintas: Nueva Escocia, Terranova-Labrador, Groenlandia occidental, Islandia-este de Groenlandia, norte de Noruega, islas Feroe-oeste de Noruega e Irlanda-España-islas británicas-Portugal. Los resultados de las investigaciones mediante el proceso de marcaje de ejemplares y su posterior recuperación indican que se produce un cierto movimiento a través de los límites de estas zonas demográficas, lo que sugiere que cada zona no es completamente inconexa y que existe un proceso de inmigración y emigración entre ellas.
J. Sigurjónsson estimó en 1995 que la población total de rorcuales comunes preexplotación en todo el Atlántico Norte oscilaba entre 50 000 y 100 000 ejemplares, pero su investigación es criticada por no proporcionar datos de apoyo y una explicación de su razonamiento. En 1977, D. E. Sergeant sugirió una población «primitiva» total de 30 000 a 50 000 ejemplares en todo el Atlántico Norte. De ese número, aproximadamente de 8000 a 9000 estarían localizados en Terranova y áreas de Nueva Escocia, con ejemplares pasando el verano en aguas estadounidenses al sur de Nueva Escocia que presumiblemente no habían sido tomadas totalmente en cuenta. J. M. Breiwick estimó que el componente «explotable» (por encima del límite de tamaño legal de 50 pies) de la población de Nueva Escocia era de 1500 a 1600 ejemplares en 1964, reducido a tan solo aproximadamente 325 en 1973.
Se estuvieron realizando reconocimientos aéreos en aguas canadienses desde principios de los años 1970, dando como resultado de 79 a 926 rorcuales al este de la zona de Terranova-Labrador en agosto de 1980, y unos pocos cientos en el norte y en el área central del golfo de San Lorenzo en agosto de 1995-1996. Estimaciones del número de rorcuales comunes en aguas al oeste de Groenlandia durante el verano se sitúan entre 500 y 2000 ejemplares, y en 1974 Jonsgard consideró que los rorcuales comunes del oeste de Noruega y las islas Feroe «han sufrido una merma considerable durante los años de la posguerra, probablemente por la sobreexplotación».
La población alrededor de Islandia parece haber ido mucho mejor. En 1981 se determinó que su número parecía haber sufrido solo una pequeña disminución desde principios de los años 1960. Inspecciones realizadas durante los veranos de 1987 y 1989 dieron como resultado unas estimaciones de entre 10 000 y 11 000 rorcuales entre el este de Groenlandia y Noruega. Estos datos muestran una recuperación sustancial si los comparamos con una inspección de 1976 que arrojaba una estimación de 6900 ballenas, que fue considerada como una disminución "leve" con respecto a los niveles de 1948. Las estimaciones de los niveles demográficos en el área de islas británicas-España-Portugal en verano variaron de 7500 a más de 17 000.

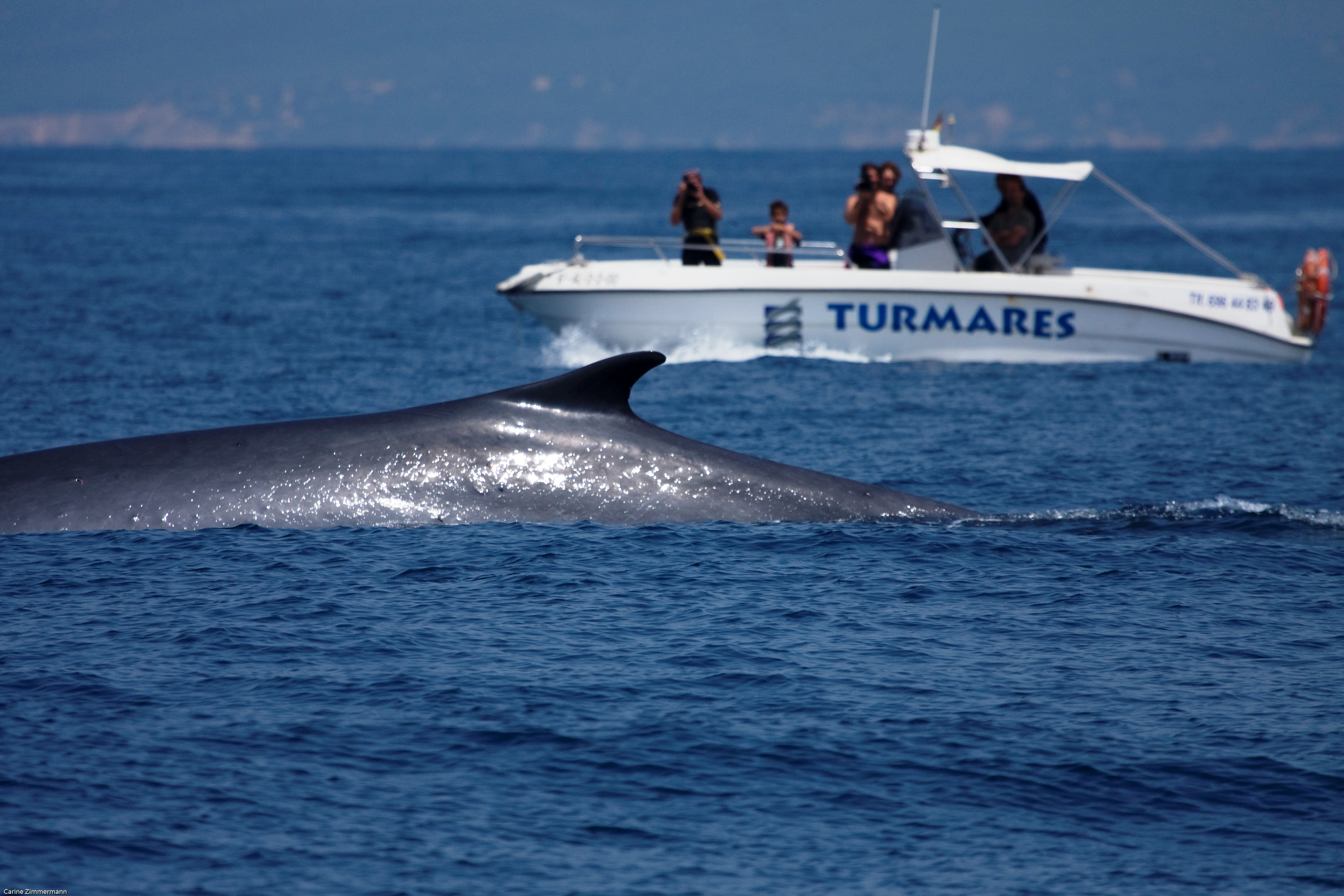
Avistamiento de un rorcual común en el estrecho de Gibraltar, cerca de la costa de Tarifa (España).

En cuanto a la población de rorcual común en el mar Mediterráneo se estima que su población es de cerca de 5000 individuos. Sin embargo, su distribución no es regular a lo largo de toda la cuenca, sino que presenta ciertas áreas donde su abundancia es mayor. En este sentido la región comprendida entre el golfo de León, el noroeste de Córcega, el noroeste de Cerdeña y la costa de Liguria, es la región que presenta una abundancia de rorcual común más alta. En esta zona también se encuentra el mar de Liguria que en 1999 fue declarado Área Marina Protegida bajo el nombre de «Santuario Marino de Pelagos» por la abundante presencia de mamíferos marinos. Los rorcuales permanecen en esta área durante el verano, pero durante el invierno su distribución es menos conocida. Hay individuos que permanecen todo el año en la zona del mar de Liguria, otros que van hasta el área que rodea Lampedusa y otros que viajan hasta las proximidades del mar de Alborán. También se ha observado que algunos de los ejemplares que entran a alimentarse durante los meses de verano al mar de Liguria provienen de las poblaciones del noreste del océano Atlántico, los cuales retornan a este durante el invierno, cruzando el estrecho de Gibraltar.
En total, se estima que la población del Atlántico Norte está entre 40 000 y 56 000 ejemplares.

### Pacífico Norte

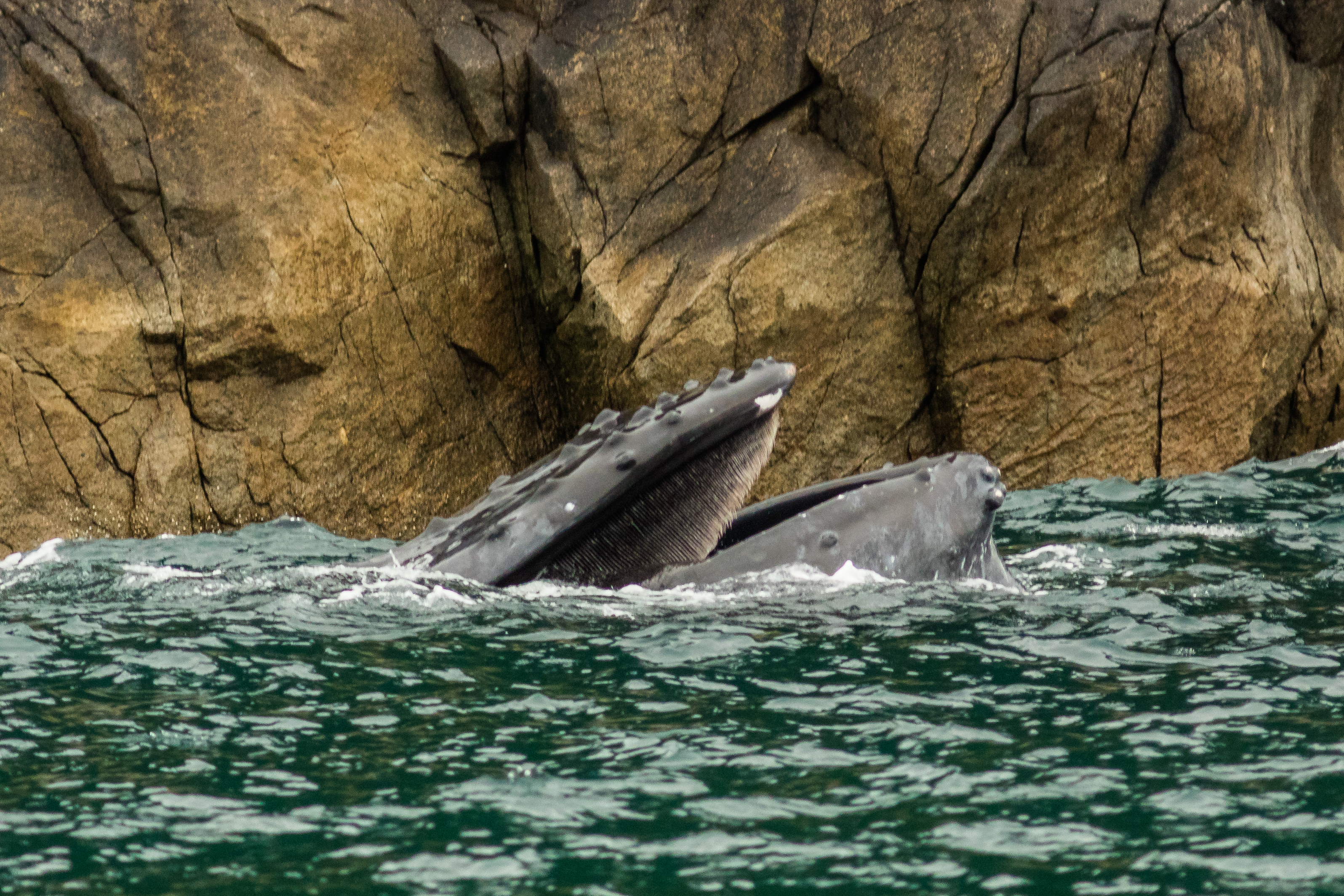
Ejemplar en la bahía Resurrección, Seward, Alaska.

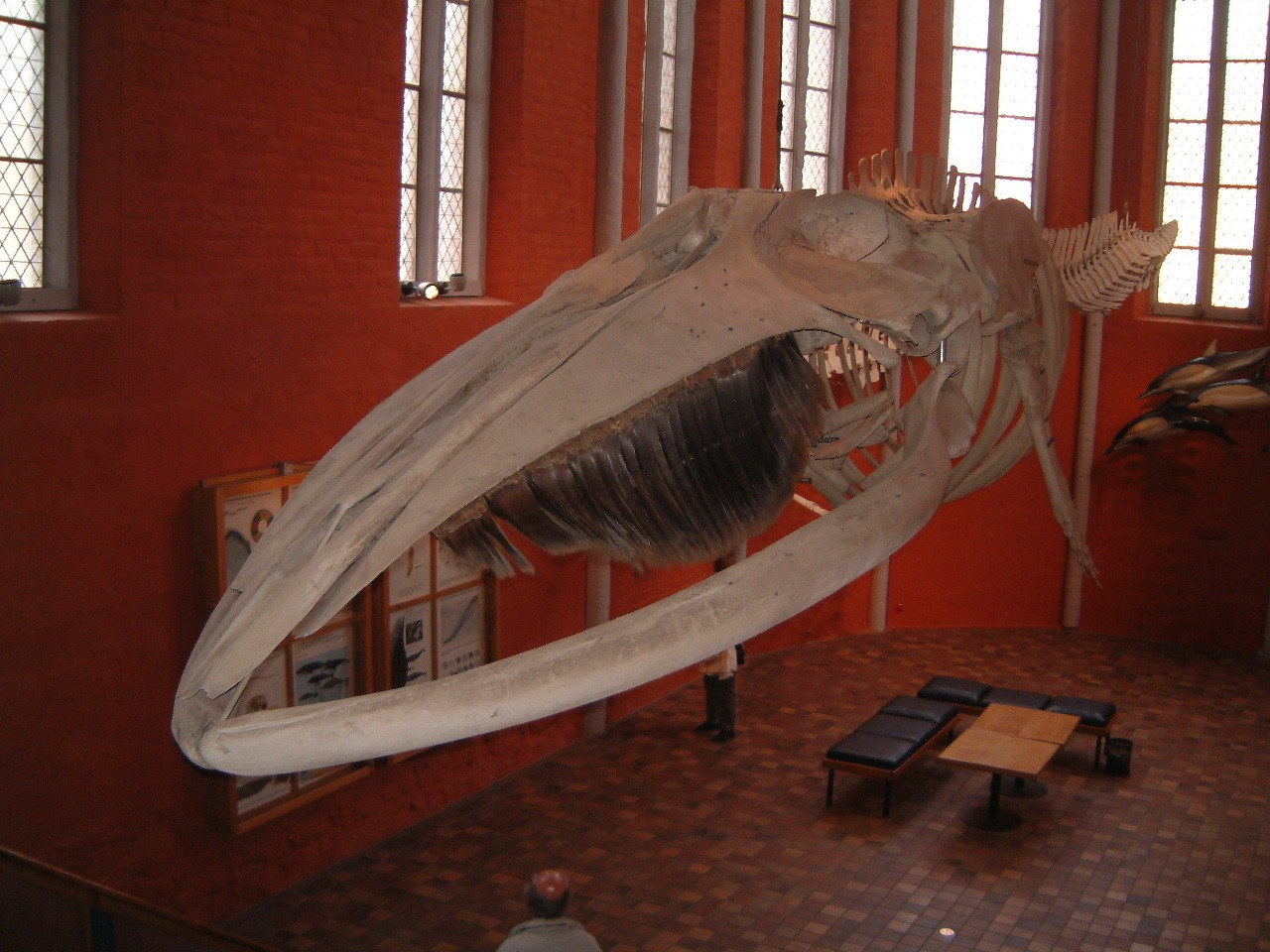
Esqueleto de rorcual común.

La población histórica total del rorcual común del Pacífico Norte se calcula que estaba entre 42 000 y 45 000 ejemplares antes del comienzo de la caza de ballenas. De estas, se estimó que la población en la parte este del Pacífico Norte era de 25 000 a 27 000. Hacia 1975, la estimación demográfica había disminuido a una cantidad entre 8000 y 16 000 ejemplares. Inspecciones realizadas en 1991, 1993, 1996 y 2001 produjeron unas estimaciones de entre 1600 y 3200 rorcuales en California y de 280 a 380 en Oregón y Washington. El mínimo estimado para la población de California-Oregón-Washington, según la U.S. Pacific Marine Mammal Stock Assessments: 2005, era aproximadamente de unos 2500. Los estudios cerca de las islas Pribilof en el mar de Bering mostraron un aumento sustancial de la población local de rorcuales comunes entre 1975-1978 y 1987-1989. En 1984 se estimó que la población total del Pacífico Norte era tan solo un 38 % de su capacidad histórica.

### Rorcual antártico

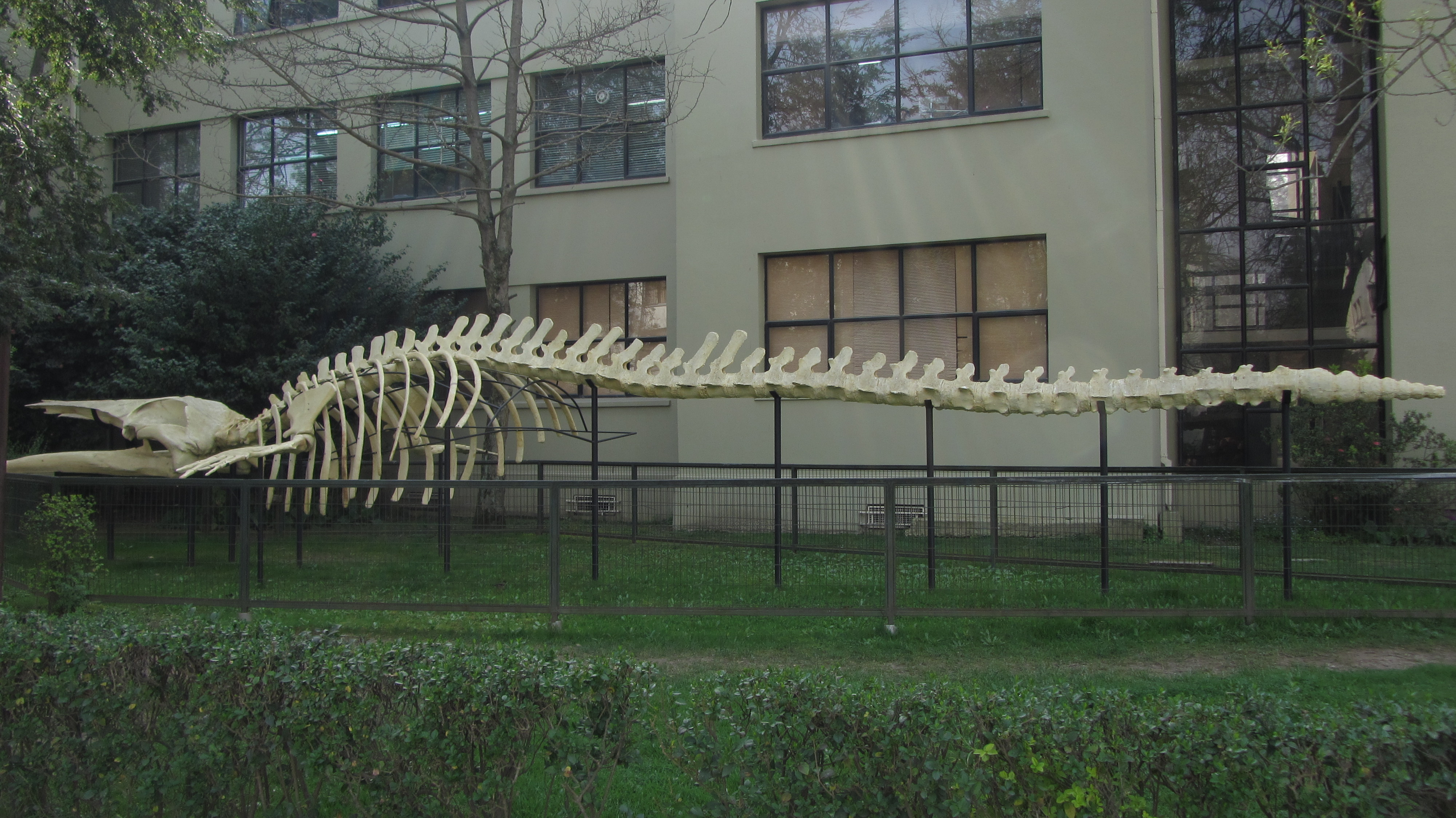
Esqueleto del último espécimen cazado en el golfo de Arauco, en la Región del Biobío de Chile, el 21 de mayo de 1983. Actualmente exhibido en el campus central de la Universidad de Concepción.

Los datos sobre los niveles demográficos históricos y actuales del rorcual antártico son relativamente escasos. La estimación oficial de la CBI de la población del rorcual común en el hemisferio sur, previa a la caza de ballenas, era de 400 000 ejemplares y que la población en 1979 (año del cese de la caza de ballenas antárticas a gran escala) era de 85 200. Tanto las estimaciones actuales como históricas deberían ser consideradas como estimaciones poco fiables, pues se sabe que la metodología y los datos utilizados en el estudio eran incorrectos. Otras estimaciones calcularon que la población a finales de los años 1980 y principios de los años 1990 era de unos 5000 rorcuales y posiblemente tan solo de 2000 o 3000. Desde 2006, no hay ninguna estimación científicamente aceptada de su población o tendencias.

## Caza y explotación

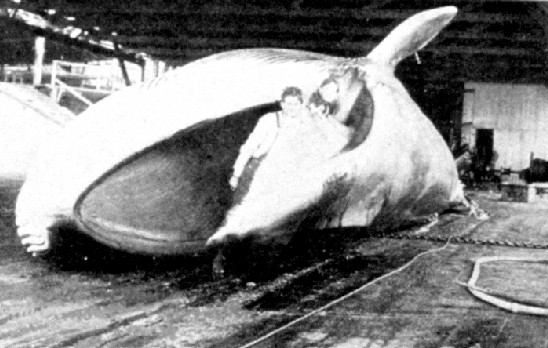
Rorcual común cazado en Grays Harbor a principios del

Actualmente está en peligro de extinción. Durante el siglo XIX, el rorcual común era cazado ocasionalmente por barcos balleneros a vela, pero estaba relativamente seguro debido a su velocidad y al hecho de que a menudo se hundía cuando lo mataban. Sin embargo, los barcos de vapor, introducidos a mitad de siglo, y la invención de arpones que explotaban al impactar con el animal hicieron posible matar y asegurar la captura de ballenas azules, rorcuales comunes y rorcuales boreales a escala industrial. Cuando las ballenas azules sufrieron una sobrecaptura, la industria de la caza de ballenas volvió su mirada hacia el más pequeño y todavía abundante rorcual común como sustituto. Fue cazado principalmente por su carne, grasa, aceite y barbas. Aproximadamente 704 000 rorcuales comunes fueron capturados en operaciones de caza de ballenas antárticas entre 1904 y 1975. Tras la introducción de buques factoría con rampas a popa en 1925, el número de ballenas cazadas anualmente aumentó de forma considerable. Solo en 1937 se cazaron más de 28 000 y entre 1953 y 1961 se cazaron un promedio de unos 25 000 al año. Hacia 1962, las capturas del rorcual boreal experimentaron un alza cuando los rorcuales comunes comenzaron a escasear. Hacia 1974 se cazaban menos de 1000 rorcuales comunes cada año. La CBI prohibió la captura de rorcuales comunes del hemisferio sur en 1976. En el Pacífico Norte, un número de aproximadamente 46 000 rorcuales comunes fue capturado por barcos balleneros comerciales entre 1947 y 1987. El conocimiento de que la Unión Soviética estuvo envuelta en la matanza ilegal de ballenas de especies protegidas en el Pacífico Norte significa que los datos de capturas registrados son incompletos. El rorcual común recibió la protección plena frente a la caza comercial de ballenas por parte de la CBI en el Pacífico Norte en 1976 y en el Atlántico Norte en 1987, a excepción de pequeñas capturas hechas por aborígenes o con fines de investigación. Todas las poblaciones a lo largo del mundo figuran en una lista de especies en peligro hecha por el Servicio de Pesca y Vida Silvestre de los Estados Unidos, la Lista Roja de la Unión Internacional para la Conservación de la Naturaleza y en el Apéndice I (especies amenazadas de extincinción) del Convenio sobre el Comercio Internacional de Especies de Fauna y Flora Salvaje Amenazadas (CITES).

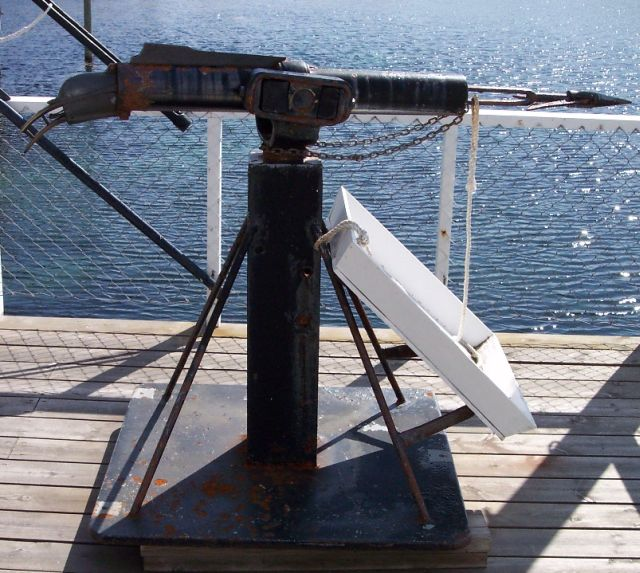
Arpón para la caza de ballenas

Este cetáceo aún es cazado en el hemisferio norte en la zona de Groenlandia, conforme al procedimiento establecido por la Comisión Ballenera Internacional en su programa de «Caza de Subsistencia Aborigen». La carne y otros productos obtenidos de las ballenas cazadas al amparo de este programa se comercializan en el ámbito de la economía local groenlandesa, pero su exportación es ilegal. La CBI ha establecido una cuota de diecinueve rorcuales comunes por año para Groenlandia a pesar de la preocupación provocada por la incertidumbre de los actuales niveles demográficos de la especie. A través de este programa se cazaron 377 ballenas en 2007, de las cuales doce eran rorcuales comunes.
Islandia y Noruega no están afectadas por la moratoria de la CBI de la caza comercial de ballenas porque ambos países presentaron objeciones a la moratoria. En octubre de 2006, el Ministerio de Pesca de Islandia autorizó la caza de nueve rorcuales comunes en agosto de 2007. En el hemisferio sur, Japón inscribió al rorcual común en su programa de Permiso Especial Antártico de caza de ballenas en las temporadas 2005-2006 y 2006-2007 para la captura de diez ballenas por año. La propuesta para 2007-2008 y las doce temporadas siguientes incluía la caza de 50 rorcuales comunes por año, pero a finales de dicha temporada en abril de 2008 no se había capturado ningún ejemplar.
Las colisiones con barcos son una de las principales causas de mortalidad del rorcual común adicionales a su caza. En algunas áreas, estas colisiones representan una parte sustancial de las causas de encallamientos en las costas de grandes ballenas. La mayoría de las heridas serias o letales son causadas por grandes y veloces barcos cerca de la plataforma continental.